# Baerl

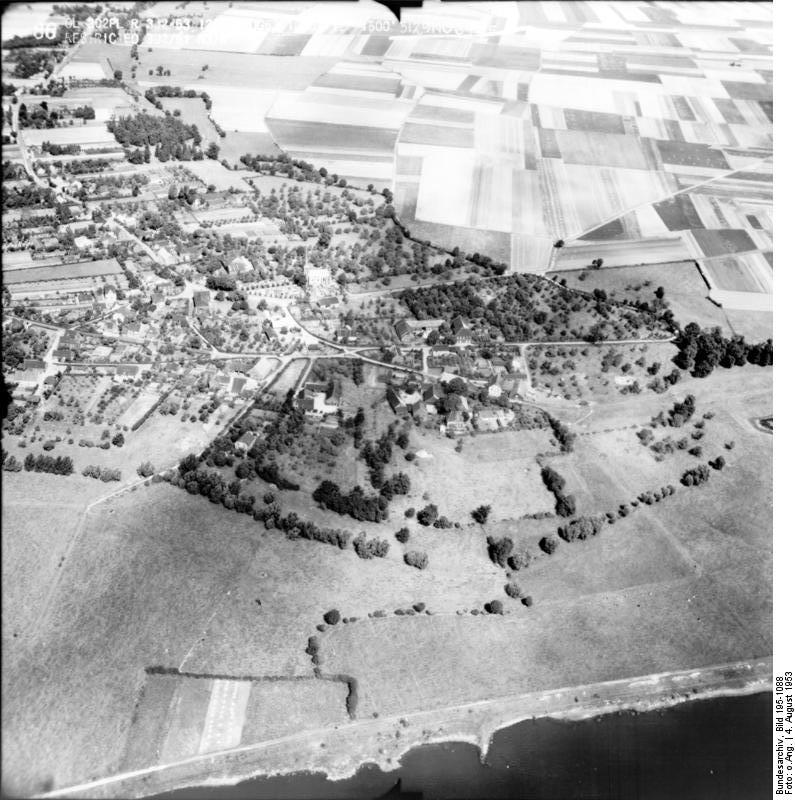
Luftbild von Baerl, 1953

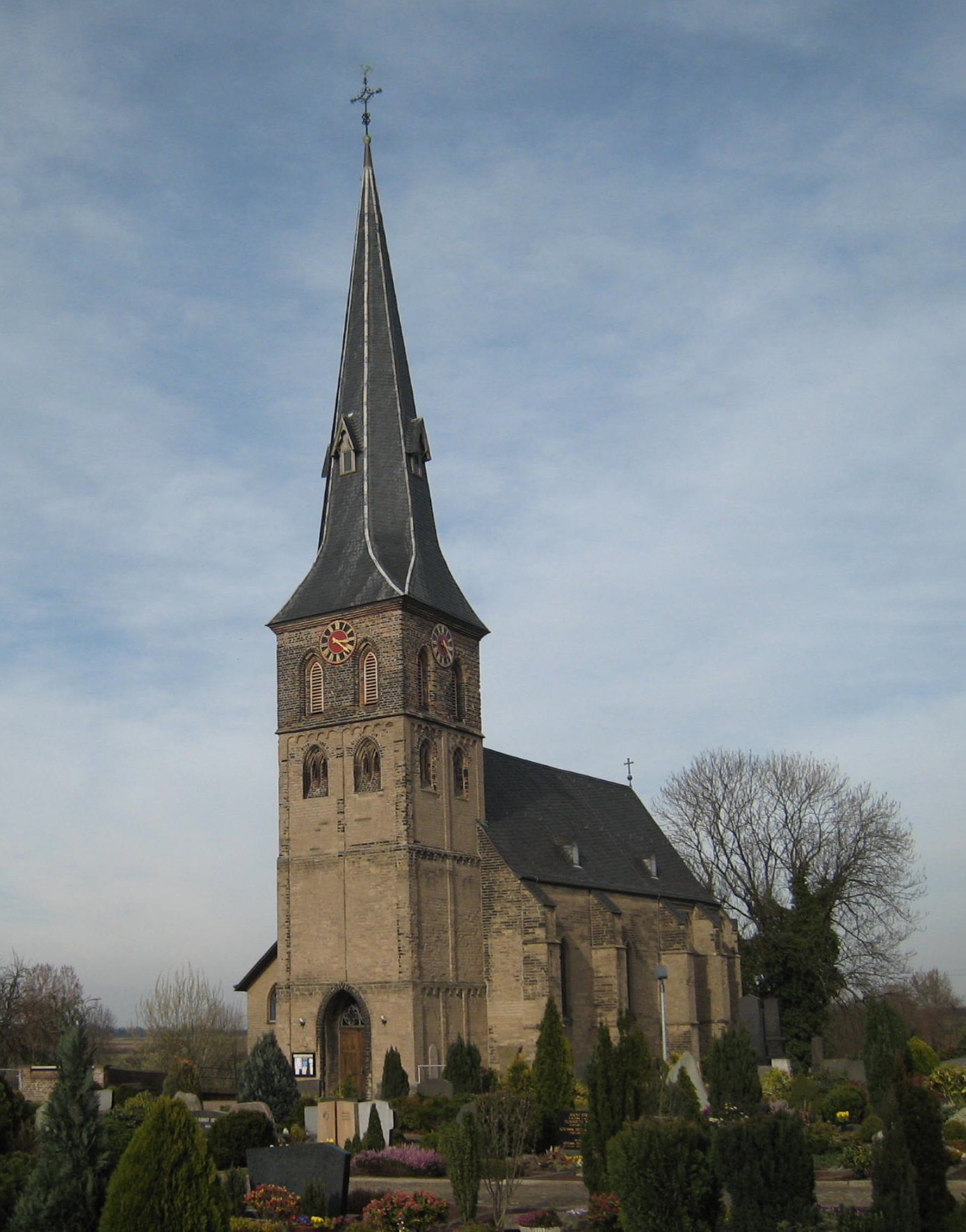
Evangelische Kirche Baerl

Baerl (gesprochen [baːrl] mit Dehnungs-e) ist ein Duisburger Stadtteil im Stadtbezirk Homberg/Ruhrort/Baerl.

## Geografie
Der Ortskern von Baerl liegt in der Niederterrasse des Rheintales auf einer bis rund 10 m ü. RhN reichenden Sand- und Kiesbank, die während der Weichsel-Kaltzeit von Schmelzwassermassen aus Schottern des Urstromtales abgelagert wurde. Diese dreieckige Insel reichte von Schwafheim im Süden bis zur ganzen Breite des Baerler Busches und Baerls im Norden. Bohrungen zeigten unter der Kiesbank eine Sandschicht mit eingelagertem Bimsstein aus dem Laacher-See-Ausbruch im Jahr 11.056 v. Chr. Damals gelangten große Mengen Bims in den Oberrhein und wurden bis an den Niederrhein geschwemmt. Die aufliegende Kiesbank entstand in den letzten Jahrhunderten der Weichsel-Kaltzeit bis ca. 10.000 v. Chr. Die Wasserstände schwankten mit den sommerlichen Schmelzwassern und winterlichen Vereisungen erheblich und bildeten immer wieder Rinnen, die Material abtrugen. Eine solche Rinne aus späterer Zeit ist im Rheinvorland südlich der Wiesenstraße gut zu sehen. Westwinde wehten Sande aus dem entlang des Moersbaches bei Niedrigwasser trocken liegenden Urstromtals auf den Kies und bildeten wandernde Dünen wie den Heesberg oder die mit rund 35 m ü. NHN höchste Dünenkuppe des bebauten Ortskerns auf der die Lohmannsmühle steht. Die nachfolgende Vegetation stoppte die Wanderdünen und machte das hochwasserfreie Plateau mit Zugang zu Weiden im Rheinvorland und fischreichen Rheinarmen zu einem guten Siedlungsgebiet. Der sandige Boden im Baerler Busch war landwirtschaftlich schlecht nutzbar. Es überwiegten Wald- und Heidewirtschaft.
Am 25. Juli 2019 wurde in Baerl die höchste jemals in Deutschland aufgezeichnete Temperatur mit 41,2 °C gemessen. Der Stadtteil hält diesen Rekord zusammen mit Tönisvorst, wo auch am gleichen Tag die gleiche Temperatur aufgezeichnet wurde.

## Geschichte

### Vorrömische Zeit
Auf Baerler Gebiet wurden steinzeitliche Hügelgräber und Gräber aus vorrömischer Zeit gefunden. Zur Bronze- und Eisenzeit war das Niederrheingebiet dicht besiedelt und bildete mit der Niederrheinischen Grabhügelkultur einen eigenen Kulturraum.

### Römische Zeit
Am Rhein bei Baerl verlief der Germanische Limes. Westlich von Baerl verlief die heute noch so bezeichnete Römerstraße zwischen Vetera (Xanten) und Colonia Claudia Ara Agrippinensium (Köln).
- Limes Wachposten Dachsberg: Auf der strategisch günstigen Dünenkuppe sind Reste eines Fachwerkbaues aus der Zeit um rund 200 n. Chr. ausgegraben worden. Funde deuten auf eine Militärstation zur Überwachung des am Rhein verlaufenden Limes hin.[7]

- Villa rustica und Gräber: Sowohl an der Schule der Phantasie, der ehemaligen Volksschule für die Bauernhöfe in Gerdt und Meerbeck, als auch an der ehemaligen Ziegelei am Uettelsheimer See sind römische Gutshöfe und zugehörige Gräber und ein Tuffsarg[8] ausgegraben worden. Ein in Lohmannsheide gefundenes Trümmerfeld römischer Artefakte lässt auch dort auf eine Siedlung mit Friedhof schließen. Auch an der Mühle in Lohheide und an der Verbandsstraße wurden römische Gräber gefunden.[9]

- Siedlung nördlich der Schulstraße: Siedlungsspuren aus der Zeit um 200 n. Chr. überschnitten sich hier mit mittelalterlichen Befundstrukturen überwiegend in Form von Pfostenlöchern und Gruben und rekonstruierbaren Hausgrundrissen.[10]

- Ziegelofen an Lohheider Schule: Ein hier ausgegrabener römischer Feldbrandofen für Ziegel (Tegula, Imbrex) deutet wegen seiner geringen Größe auf eine Nutzung der Ziegel bei Gebäuden in der Umgebung hin.[9]

- Römisches Kleinkastell Calo: Von einigen Forschenden wird aufgrund einer erhaltenen römischen Straßenkarte im Baerler Raum das römische Kleinkastell Calo vermutet und spekuliert, dass der Ortsname Baerl sich von Calo ableite, was die umliegenden Einheimischen zu dem in ihrer Sprache Sinn ergebenden Barlo (Eberwald) machten.

### Namensherkunft und erste urkundliche Erwähnung im Mittelalter
Die erste urkundliche Erwähnung reicht zurück ins Jahr 1234.
Der Name Baerl ist wesentlich älter als die urkundliche Erwähnung und wird von Barlo abgeleitet: Bar/Ber = Eber, Lo/Loh = Wald, was sich auf den im Westen des Ortes gelegenen, früher wesentlich größeren Baerler Busch bezieht. Der Dorfname ging über in den Namen des Geschlechts der Herren von Baerl „von Barle“, das über Jahrhunderte in der Nähe des Paschmannshofes auf Haus Baerl lebte.

### Hochwasserkatastrophen im 16. und 18. Jahrhundert
Baerl musste in seiner Geschichte viele Hochwasserkatastrophen vor allem durch den sich an verkeilten Eisschollen stauenden Rhein erleiden. Ganze Ortschaften wie Lindekum und Halen fielen den Fluten der sich im 16. Jahrhundert westwärts verlagernden Rheinschlinge zum Opfer. Heute erinnern nur noch Flurnamen sowie der von Baerl in Richtung Halen führende Niederhalener Dorfweg und die Halener Straße in Homberg an die längst versunkenen Orte. 1799 entstand im Strudel eines Deichbruches die heute als Naturschutzgebiet am Damm nach Binsheim gelegene Blaue Kuhle.

### Baerl im 19. Jahrhundert
Baerl gehörte bis zum Ende des 18. Jahrhunderts zur Grafschaft Moers. Von 1798 bis 1814 gehörten die dem Kirchspiel Baerl angehörigen Orte zum Arrondissement Krefeld des Rur-Departements. 1801 wurde Baerl Hauptort (chef-lieu) der gleichnamigen Mairie. 1805 wurde die Lohmannsmühle fertiggestellt. Nach dem Wiener Kongress kam das Gebiet 1815 zum Königreich Preußen, 1816 wurde die Bürgermeisterei Baerl gebildet, die zeitweise vom Bürgermeister von Homberg in Personalunion mitverwaltet wurde.

### Belgische Besatzung 1918 bis 1926

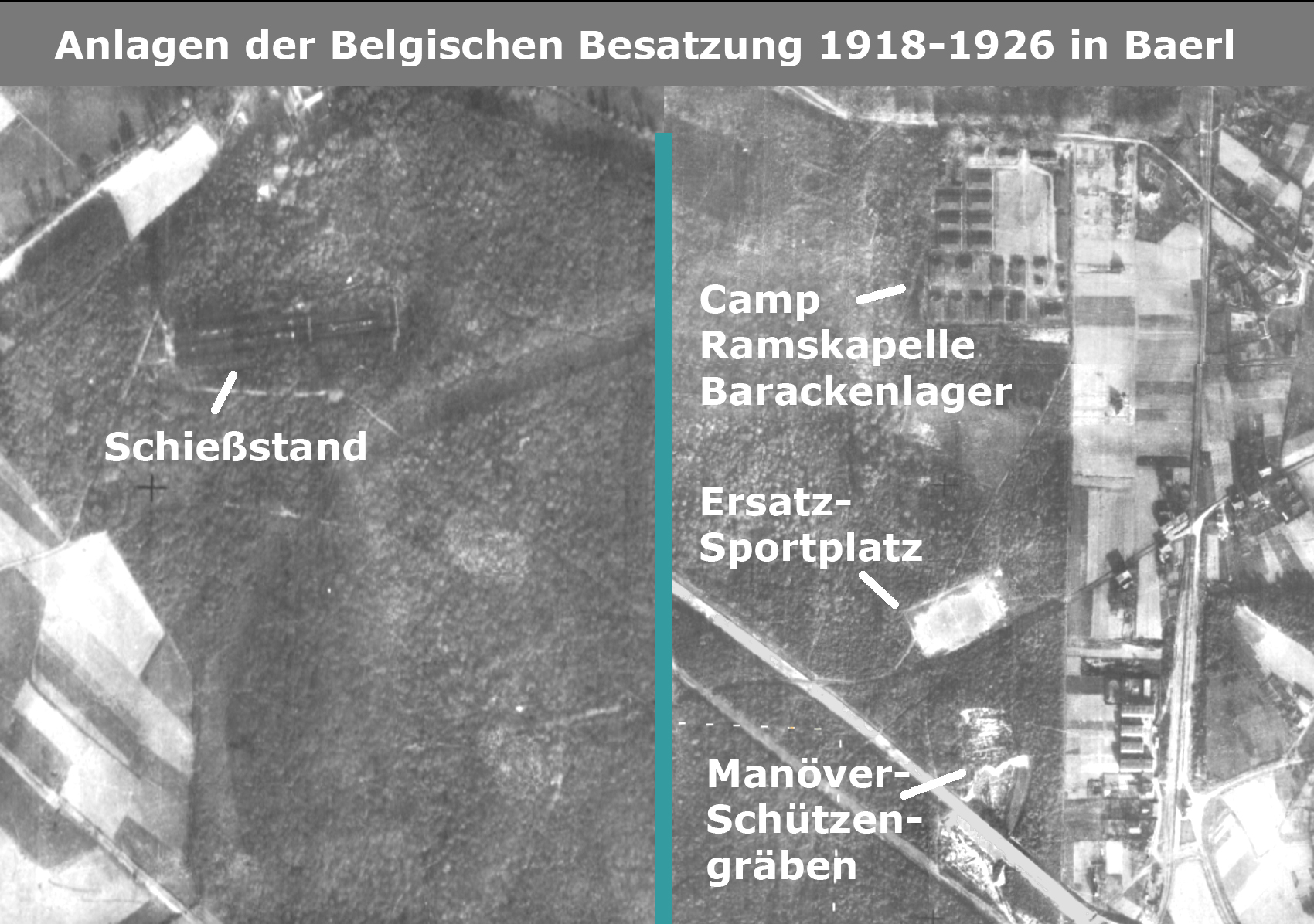
Anlagen der Belgischen Besatzung im Baerler Busch, Luftbild von 1926

Im Rahmen der Rheinlandbesetzung nach dem Ersten Weltkrieg wurden in dem damals nur rund 14.500 Einwohner zählenden Repelen-Baerl ab dem 16. Dezember 1918 rund 800 Soldaten und 100 Familienangehörige eines belgischen Infanterie-Bataillons in Ställen, Sälen, Gaststätten und Privatwohnungen einquartiert. Wegen Klagen der Bevölkerung und unzumutbaren Zuständen für die Besatzer zogen diese später in neu gebaute Offiziershäuser und das erst 1921 an der Buchenallee fertiggestellte Barackenlager „Kamp Ramskapelle“ um. Es war nach einem Ende Oktober 1914 in der Flandernschlacht völlig zerstörten Dorf bei Nieuwpoort benannt, bei dem der deutsche Vormarsch unter hohen Verlusten gestoppt und in einen vier Jahre dauernden Grabenkrieg gezwungen werden konnte. Von den Anlagen der Besatzungstruppen sind heute noch Relikte eines Schießstandes sowie eines Grabenkampf- und eines Handgranaten-Übungsplatzes im Baerler Busch zu sehen. Truppenübungen, das Verhalten der aus dem Krieg kommenden Soldaten und Widerstand der Baerler führten immer wieder zu Konflikten. Belastend war auch, dass Kontakte zu Familienangehörigen auf der anderen Seite der Rheingrenze kaum möglich waren. Frauen, die ungenehmigt belgische Soldaten heirateten, drohte eine Gefängnisstrafe. Die ersten Baerler Fußballer nutzten zunächst verbotenerweise den belgischen Exerzierplatz am Niederhalener Dorfweg, wichen dann auf verschiedene Lichtungen aus. An der Haus Knipp-Brücke wurde eine Schwimmanstalt mit Badefloß errichtet, die jedoch durch die schweren Hochwasser 1925/26 zerstört wurde. Am 29. Januar 1926 endete für Baerl die Besatzungszeit. Die maroden Baracken dienten noch als Unterkunft für sozialschwache Familien und wurden 1932 abgerissen. Mit ihrem Bauschutt wurden die Buchenallee und andere Wege in Baerl befestigt. Auf der östlichen Hälfte des planen Geländes wurde 1939 der Sportplatz des Turn- und Sportverein Baerl 1896/1919 e. V. eröffnet. Die Offiziershäuser sind bis heute bewohnt.

### Umgliederung zu Duisburg durch Kommunalreform 1975
Seit dem Jahre 1910 waren die Gemeinden Baerl und Repelen zur Gemeinde Repelen-Baerl zusammengeschlossen. Grund war, dass die Bergwerksgesellschaft Rheinpreußen eine Schachtanlage auf Repelner Gebiet und die dazugehörige Bergarbeitersiedlung auf Baerler Gebiet erbaut hatte. Repelen erhielt die Gewerbesteuer, während Baerl die kommunalen Lasten zu tragen hatte. Die sich daraus ergebenden Auseinandersetzungen wurden von Wilhelm II durch königliche Order zum Zusammenschluss der Gemeinden beendet. Im Jahr 1950 wurde diese in Rheinkamp umbenannt. Mit der Kommunalreform, die am 1. Januar 1975 in Kraft trat, wurde Baerl nach Duisburg umgegliedert. Der Widerstand der Bevölkerung war zum Teil erheblich. Nachdem viele die mit Problemen belastete Zeit als Niedergang empfunden und sich von 1000 im Stadtteil befragten Bürgern 70 Prozent für die Abspaltung von Duisburg ausgesprochen hatten, scheiterte im Jahr 2014 eine Bürgerinitiative mit der Bestrebung Baerl und Homberg dem verbundener empfundenen Moers anzuschließen.

## Baerl heute
Der Stadtteil hat 5.288 Einwohner (Stand: 31. Dezember 2023) und eine Fläche von 21,31 km². Er ist damit der flächenmäßig größte Duisburger Stadtteil und der nördlichste der linksrheinischen Duisburger Stadtteile. Er grenzt an die Städte Moers und Rheinberg.
Baerl ist ein ländlich geprägter Stadtteil. Die vier größeren und einige kleinere Seen sind sämtlich durch Kiesabgrabungen entstanden und dienen heute als Naherholungsgebiete.
Der Leinpfad am Rheinufer wird zum Wandern und Radfahren genutzt und bietet einen Blick auf die markante Haus Knipp-Brücke und Industrieromantik auf der gegenüberliegenden Seite. Zwischen den früheren Anlegestellen am Niederhalener Dorfweg und dem Alsumer Steig in Alsum verkehrte noch bis in die Mitte der 1960er Jahre eine Personenfähre, die als wichtige Verbindung zwischen dem linken Niederrhein und Duisburg von Industriearbeiter und Ausflüglern genutzt wurde.
Auf einer Grünfläche an der Hof-/Paschmannstraße steht das am 22. März 1893 eingeweihte und 2019 renovierte Kaiser- und Kriegerdenkmal. Im Sockel des Standbildes von Kaiser Wilhelm I wird den Gefallenen des Deutschen Krieges und des Deutsch-Französischen Krieges gedacht. Im Jahr 1919 wurde dem Standbild der Kopf abgeschlagen. Zunächst wurden offenbar aus Propagandagründen beleglos belgische Besatzungssoldaten beschuldigt. Neuen Forschungsergebnissen nach war es jedoch eine Aktion aufgebrachter deutscher Kaisergegner in Folge eines von Kaiseranhängern monatelang ignorierten Erlasses der Reichsregierung zum Entfernen der Symbole des untergegangenen Kaiserreiches und sie geschah zusammen mit dem offiziellen Entfernen der Kaiserbilder aus der Schule.
Die heutige evangelische Dorfkirche an der Binsheimer Straße entstand durch Umbauten im gotischen Stil aus einem romanischen Kirchenbau. Dieser wurde wahrscheinlich schon Ende des 12. Jahrhunderts errichtet, jedoch erst 1262 erstmals erwähnt. In der Nähe der Kirche fanden sich mittelalterliche Siedlungsspuren.
Zum Stadtteil gehören die Ortsteile Baerl, Binsheim, Gerdt, Lohheide, Lohmannsheide und Uettelsheim.

### Binsheim
Binsheim ist ein landwirtschaftlich geprägtes Straßendorf im Nordosten von Baerl. Im Osten liegt, getrennt durch den Hochwasserschutzdeich, das Naturschutzgebiet Rheinaue Binsheim. Im Norden grenzt Binsheim an den mittelalterlichen Ort Orsoy.

### Gerdt
Der Ortsteil Gerdt liegt hinter dem linksrheinischen Rheindamm im Norden von Homberg. Einige Dutzend Häuser der Städter und vereinzelte Bauernhöfe sind umgeben von Feldern, Abraumhalden des Bergbaus und Industriebrachen, die sich unberührt zu neuen Biotopen entwickeln.

### Lohheide
Lohheide wird im Westen durch den Baerler Busch, im Norden und Nordwesten durch den Lohheider See und im Osten durch Binsheim eingegrenzt. Sehenswert ist ein Besuch der Lohmühle, die im Norden von Lohheide 1834 erbaut wurde. Der Lohheider See wird gern von Wassersportlern genutzt.

### Lohmannsheide

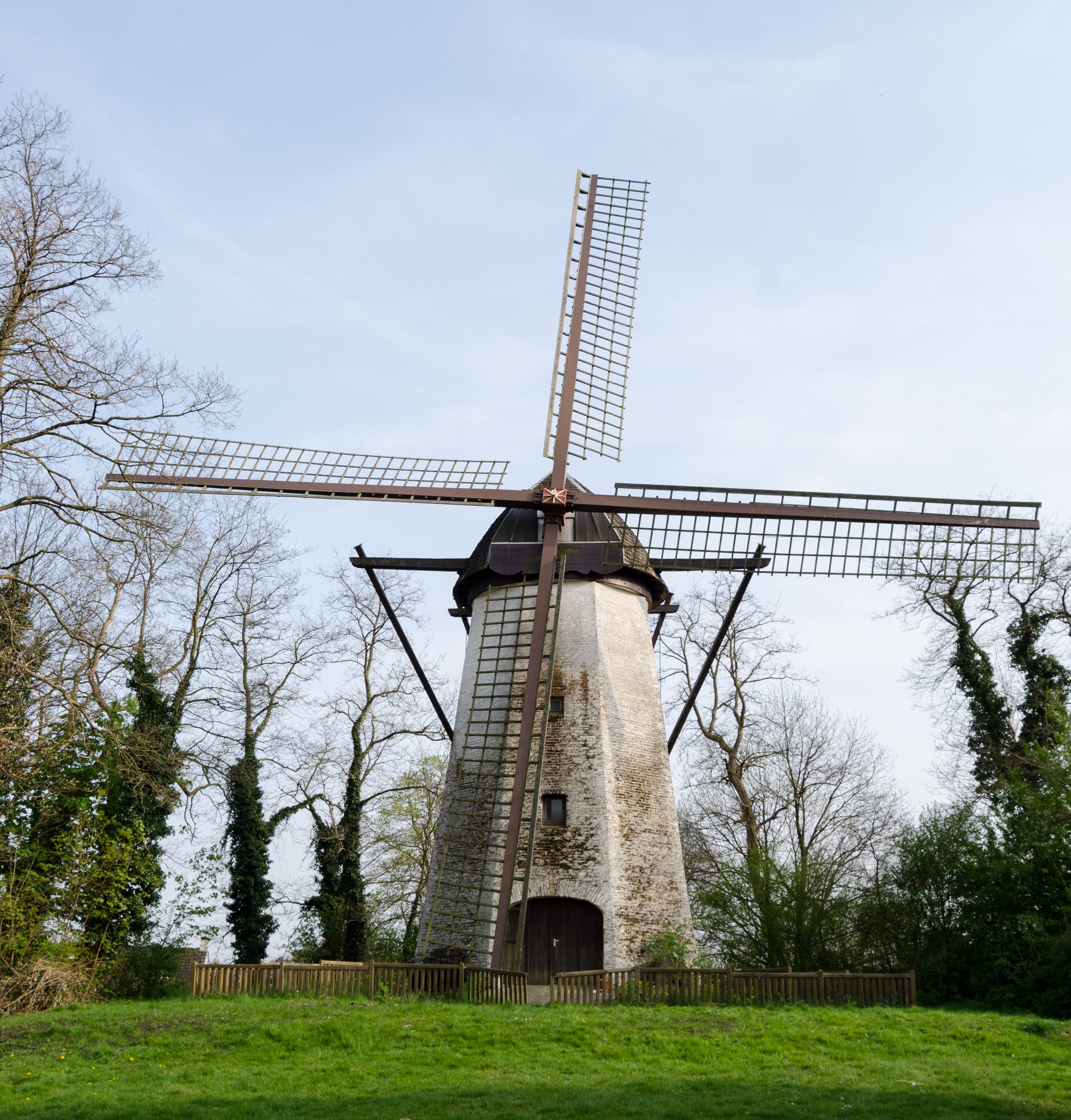
Lohmannsmühle oder auch Baerler Mühle von 1805 im Ortszentrum (2015)

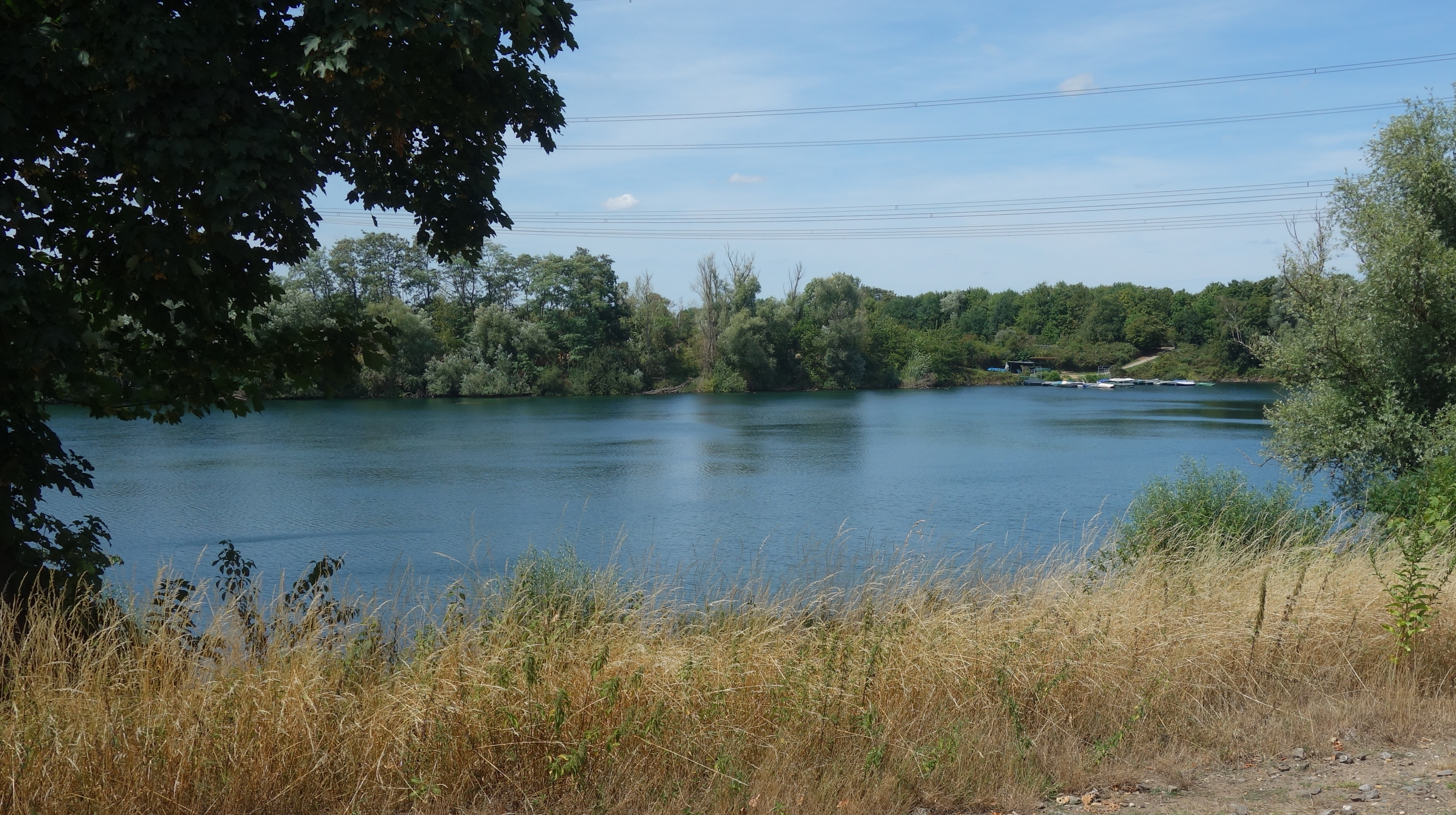
Lohheider See (nördlicher Teil)

Lohmannsheide liegt direkt an der Ausfahrt Duisburg-Baerl der Autobahn A42, durch die das Dorf geteilt wird. Der Ort grenzt im Osten an den Rheinbogen von Beeckerwerth, im Norden an den Ortskern Baerls und im Süden an Gerdt. Von dort führt auch die Haus-Knipp-Eisenbahnbrücke über den Rhein. Bekannte Höfe sind der Lohmannshof, der Kerlenhof und der Scholtheishof. Teile von Lohmannsheide gehören heute zu Moers.

### Uettelsheim
Uettelsheim liegt im Osten des Uettelsheimer Sees und zählt nur wenige Häuser. Im Süden und Westen wird der kleine Ortsteil von den Moerser Stadtteilen Scherpenberg und Meerbeck sowie von Homberg-Hochheide eingegrenzt.

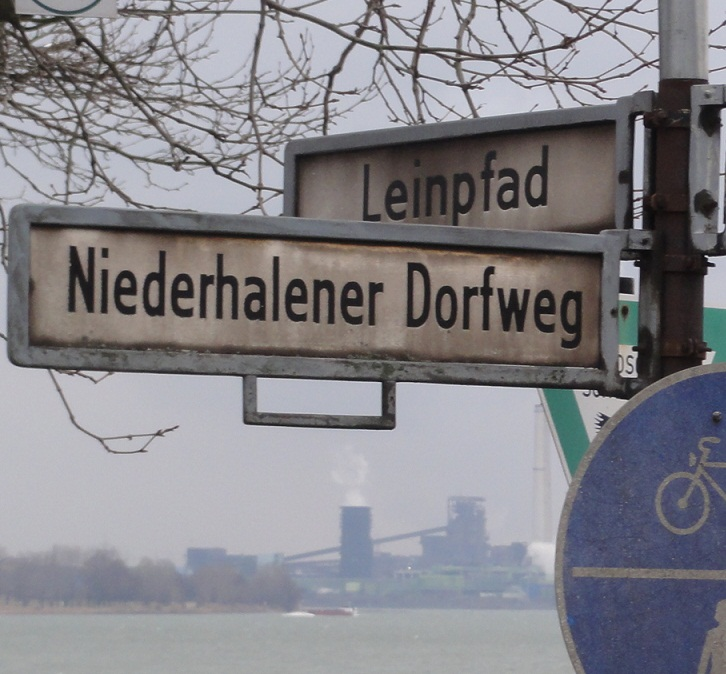
Halen – alter Dorfweg – Erinnerung an das im Rhein versunkene Dorf

### Halen
Auf das im Jahre 1596 im Rhein versunkene Dorf Halen verweist nur noch der sogenannte „Niederhalener Dorfweg“, der von Baerl hinunter zum Rheinufer führt. Halen war im Mittelalter Nachbargemeinde von Baerl und kämpfte aufgrund von Hochwasser und Änderungen des Rheinlaufes über hunderte von Jahren um seine Existenz. Auch die Halener Dorfkirche und die dem Ort vorgelagerte Burg Knipp sind in den Fluten versunken.

## Mundart
In Baerl – als ehemals zur Gemeinde Rheinkamp gehörig – wird eine spezielle Variante des Grafschafter Platt gesprochen. Bis nach dem Zweiten Weltkrieg war „Platt“ die Umgangssprache einer breiten Bevölkerungsschicht – heute sprechen und verstehen nur noch wenige Menschen die überkommenen Mundarten. Baerl liegt im südniederfränkischen Gebiet. Auch das Verb „haben“ wird unterschiedlich gesprochen: im Raume Baerl sagt man z. B. „ek häbb“. Weiter südlich heißt es „ech han“. Auch wenn die Mundart auf dem Rückzug ist, so wird Platt zu Karneval, auf Mundartabenden und in Vereinen gepflegt. In Baerl und Umgebung besonders bekannt ist die Gruppe der „Baalsche Kraien !“.
Es gibt eine reichhaltige örtliche Mundart-Literatur. Hervorzuheben die Bücher von
- Georg Kreischer, u. a.: „Op Platt vertällt on opgeschrewen“ (Ausgabe 2001)
- Gottfried Krach, u. a.: „Min Modersprok“ (Ausgabe 1977, Steiger Verlag)

Aus dem Buch des Baerler Autors Georg Kreischer sei zitiert (Auszug):
Et Därp on sin Platt

Wor ös os Moddersprook gebleewen - hätt osen Titt sej fottgedrewen

Mar osen Titt, sind wej dat nit?

Wej häbben sälws et onderlooten – ok wie os Äldersch platt de trooten

An os leet dat, dröm proot wärr platt…

## Verkehr
Schienenverkehr
Durch Baerl verläuft eine Eisenbahnstrecke, die heute nur noch dem Güterverkehr zwischen Duisburg-Beeckerwerth und Moers dient. Ehemals bestand auch eine Bahnstrecke Duisburg-Meiderich Nord–Hohenbudberg mit einem Bahnhof in Baerl. Die Strecke bestand seit 1912 und führte über die im selben Jahr in Betrieb genommene Haus-Knipp-Eisenbahnbrücke. Der Streckenabschnitt zwischen Baerl und Hohenbudberg wurde am 25. August 1969 stillgelegt, gut ein Jahr später am 1. Oktober 1970 folgte der Abschnitt zwischen Duisburg-Meiderich Nord und der Abzweigstelle Buschmannshof. Sämtliche Gleise wurden inzwischen komplett abgebaut.
Straßenverkehr
Die Autobahn A 42 überquert seit 1990 bei Baerl mit der Beeckerwerther Brücke den Rhein. 1991 wurde die Anschlussstelle Duisburg-Baerl in Betrieb genommen.
ÖPNV
Den Busverkehr in Baerl regelt die Duisburger Verkehrsgesellschaft.
Die Linie 923 hat an der Haltestelle Baerl Kirche Endstation. Sie verbindet Baerl mit Homberg, Duisburg-Rheinhausen und dem Stadtteil Friemersheim (Duisburg). Außerdem fährt die NIAG-Linie 913 durch Baerl und verbindet es mit Rheinberg und Moers-Hülsdonk.
| Linie | Linienweg | Takt       | Betreiber |
| ----- | --- | ---------- | --------- |
| 923   | Baerl Kirche – Homberg – Rheinhausen Markt – Rheinhausen Ost Bf – Rheinhausen Bf/Kaiserstraße – Friemersheim Markt                                                                                                 | 30 bis 60  | DVG       |
| 913   | Rheinberg-Schulzentrum – Rheinberg Bf – Rheinberg Rathaus – Budberg – (Eversael –) Orsoy – Duisburg-Baerl Kirche – Moers-Meerbeck – Scherpenberg – Moers Bf – Moers Königlicher Hof – Bahnhof Nord – Hülsdonk Nord | 60 bis 120 | NIAG      |